# NGC 4189
NGC 4189 (również PGC 39025, IC 3050 lub UGC 7235) – galaktyka spiralna z poprzeczką (SBc), znajdująca się w gwiazdozbiorze Warkocza Bereniki. Odkrył ją William Herschel 8 kwietnia 1784 roku.
W galaktyce tej zaobserwowano supernową SN 1966E.